# Brás (barrio de São Paulo)
Brás es un barrio ubicado en la zona central de la ciudad de São Paulo, Brasil. Administrativamente se encuentra en el distrito homónimo y pertenece a la subprefectura de Mooca. Está ubicado cerca al centro histórico de la ciudad y fue fundado oficialmente por el concejal paulistano Carlos Augusto Bresser.
El barrio empezó a existir a partir del poblamiento de una chacra que existía en el lugar hacia fines del siglo XVIII que era propiedad de un portugués de nombre José Brás. Este construyó la Capilla del Senhor Bom Jesus do Matosinho, conocida actualmente como la "Iglesia de Brás". En el siglo XIX, la zona recibió a inmigrantes italianos que llegaron al Brasil razón por la cual en ella se construyeron varias fábricas y fue el centro de las manifestaciones obreras. Ya en el siglo XX, el barrio recibió inmigrantes nordestinos en los años 1940.
En los años 1970, se inició la construcción del metro de la ciudad. En la actualidad posee dos estaciones de metro: Bresser-Mooca y la estación homónima de la Línea 3-Roja, integrada con la Estación Brás del Tren Metropolitano, de las líneas 7–Rubi, 10–Turquesa (antigua Estrada de Ferro Santos-Jundiaí), 11–Coral y 12–Zafiro (antigua Estrada de Ferro Central do Brasil).

## História
Durante la Revuelta Paulista de 1924, el barrio fue bombardeado por aviones del Gobierno Federal. El ejército leal al gobierno de Artur Bernardes utilizó el llamado "bombardeo aterrador", alcanzando varios puntos de la ciudad, especialmente barrios trabajadores como Mooca, Ipiranga, Brás, Belenzinho y Centro, que resultaron gravemente afectados por los bombardeos.